# 2009-es IIHF divízió II-es jégkorong-világbajnokság
A 2009-es IIHF divízió II-es jégkorong-világbajnokság A csoportját Újvidéken, Szerbiában április 7. és 13. között, a B csoportját Szófiában, Bulgáriában rendezték április 6. és 12. között. A vb-n 12 válogatott vett részt, két hatos csoportban.

## Résztvevők
A világbajnokságon az alábbi 12 válogatott vett részt.
A csoport
| Csapat      | Kvalifikáció módja                                                   |
| ----------- | -------------------------------------------------------------------- |
| Észtország  | Előző évben a divízió I B csoportjának 6. helyén végzett és kiesett. |
| Kína        | Előző évben a divízió II B csoportjának 2. helyén végzett.           |
| Szerbia     | Rendező, előző évben a divízió II A csoportjának 3. helyén végzett.  |
| Izrael      | Előző évben a divízió II A csoportjának 4. helyén végzett.           |
| Izland      | Előző évben a divízió II B csoportjának 5. helyén végzett.           |
| Észak-Korea | Előző évben a divízió III 1. helyén végzett és feljutott.            |

B csoport
| Csapat                  | Kvalifikáció módja                                                   |
| ----------------------- | -------------------------------------------------------------------- |
| Dél-Korea               | Előző évben a divízió I A csoportjának 6. helyén végzett és kiesett. |
| Belgium                 | Rendező, előző évben a divízió II A csoportjának 2. helyén végzett.  |
| Spanyolország           | Előző évben a divízió II B csoportjának 3. helyén végzett.           |
| Mexikó                  | Előző évben a divízió II B csoportjának 4. helyén végzett.           |
| Bulgária                | Előző évben a divízió II A csoportjának 5. helyén végzett.           |
| Dél-afrikai Köztársaság | Előző évben a divízió III 2. helyén végzett és feljutott.            |

## Eredmények
| Jelmagyarázat             |
| ------------------------- |
| Feljutott a divízió I-be. |
| Kiesett a divízió III-ba. |

### A csoport
| Nemzet      | M | Gy | HGy | HV | V | G+ | G- | Gk  | P  |
| ----------- | - | -- | --- | -- | - | -- | -- | --- | -- |
| Szerbia     | 5 | 4  | 1   | 0  | 0 | 40 | 11 | +29 | 14 |
| Észtország  | 5 | 4  | 0   | 1  | 0 | 68 | 12 | +56 | 13 |
| Kína        | 5 | 2  | 1   | 0  | 2 | 21 | 29 | −8  | 8  |
| Izland      | 5 | 2  | 0   | 1  | 2 | 11 | 30 | −19 | 7  |
| Izrael      | 5 | 1  | 0   | 0  | 4 | 9  | 38 | −29 | 3  |
| Észak-Korea | 5 | 0  | 0   | 0  | 5 | 11 | 40 | −29 | 0  |

| 2009. április 7. 13:30 | Kína | 3–2 (h.u.) (1–1, 0–0, 1–1) (h.u.: 1–0) | Izland | Novi Sad Aréna, Újvidék |

| Jegyzőkönyv | Jegyzőkönyv | Jegyzőkönyv | Jegyzőkönyv | Jegyzőkönyv |
| ----------- | ----------- | ----------- | ----------- | ----------- |
|             |             |             |             |             |
|             |             |             |             |             |
|             |             |             |             |             |
|             |             |             |             |             |

| 2009. április 7. 17:00 | Észak-Korea | 1–2 (1–1, 0–1, 0–0) | Izrael | Novi Sad Aréna, Újvidék |

| Jegyzőkönyv | Jegyzőkönyv | Jegyzőkönyv | Jegyzőkönyv | Jegyzőkönyv |
| ----------- | ----------- | ----------- | ----------- | ----------- |
|             |             |             |             |             |
|             |             |             |             |             |
|             |             |             |             |             |
|             |             |             |             |             |

| 2009. április 7. 20:30 | Szerbia | 5–4 (sz.) (1–0, 1–4, 2–0) (h.u.: 0–0) (sz.: 1–0) | Észtország | Novi Sad Aréna, Újvidék |

| Jegyzőkönyv | Jegyzőkönyv | Jegyzőkönyv | Jegyzőkönyv | Jegyzőkönyv |
| ----------- | ----------- | ----------- | ----------- | ----------- |
|             |             |             |             |             |
|             |             |             |             |             |
|             |             |             |             |             |
|             |             |             |             |             |

| 2009. április 8. 13:30 | Izland | 3–2 (1–2, 1–0, 1–0) | Észak-Korea | Novi Sad Aréna, Újvidék |

| Jegyzőkönyv | Jegyzőkönyv | Jegyzőkönyv | Jegyzőkönyv | Jegyzőkönyv |
| ----------- | ----------- | ----------- | ----------- | ----------- |
|             |             |             |             |             |
|             |             |             |             |             |
|             |             |             |             |             |
|             |             |             |             |             |

| 2009. április 8. 17:00 | Észtország | 16–2 (3–0, 4–0, 3–0) | Izrael | Novi Sad Aréna, Újvidék |

| Jegyzőkönyv | Jegyzőkönyv | Jegyzőkönyv | Jegyzőkönyv | Jegyzőkönyv |
| ----------- | ----------- | ----------- | ----------- | ----------- |
|             |             |             |             |             |
|             |             |             |             |             |
|             |             |             |             |             |
|             |             |             |             |             |

| 2009. április 8. 20:30 | Kína | 4–5 (2–1, 1–3, 0–1) | Szerbia | Novi Sad Aréna, Újvidék |

| Jegyzőkönyv | Jegyzőkönyv | Jegyzőkönyv | Jegyzőkönyv | Jegyzőkönyv |
| ----------- | ----------- | ----------- | ----------- | ----------- |
|             |             |             |             |             |
|             |             |             |             |             |
|             |             |             |             |             |
|             |             |             |             |             |

| 2009. április 10. 13:30 | Kína | 7–5 (2–1, 4–1, 1–3) | Észak-Korea | Novi Sad Aréna, Újvidék |

| Jegyzőkönyv | Jegyzőkönyv | Jegyzőkönyv | Jegyzőkönyv | Jegyzőkönyv |
| ----------- | ----------- | ----------- | ----------- | ----------- |
|             |             |             |             |             |
|             |             |             |             |             |
|             |             |             |             |             |
|             |             |             |             |             |

| 2009. április 10. 17:00 | Észtország | 16–1 (4–1, 5–0, 7–0) | Izland | Novi Sad Aréna, Újvidék |

| Jegyzőkönyv | Jegyzőkönyv | Jegyzőkönyv | Jegyzőkönyv | Jegyzőkönyv |
| ----------- | ----------- | ----------- | ----------- | ----------- |
|             |             |             |             |             |
|             |             |             |             |             |
|             |             |             |             |             |
|             |             |             |             |             |

| 2009. április 10. 20:30 | Szerbia | 12–1 (4–0, 5–0, 3–1) | Izrael | Novi Sad Aréna, Újvidék |

| Jegyzőkönyv | Jegyzőkönyv | Jegyzőkönyv | Jegyzőkönyv | Jegyzőkönyv |
| ----------- | ----------- | ----------- | ----------- | ----------- |
|             |             |             |             |             |
|             |             |             |             |             |
|             |             |             |             |             |
|             |             |             |             |             |

| 2009. április 11. 13:30 | Észak-Korea | 1–16 (1–5, 0–5, 0–6) | Észtország | Novi Sad Aréna, Újvidék |

| Jegyzőkönyv | Jegyzőkönyv | Jegyzőkönyv | Jegyzőkönyv | Jegyzőkönyv |
| ----------- | ----------- | ----------- | ----------- | ----------- |
|             |             |             |             |             |
|             |             |             |             |             |
|             |             |             |             |             |
|             |             |             |             |             |

| 2009. április 11. 17:00 | Izrael | 1–5 (1–0, 0–3, 0–2) | Kína | Novi Sad Aréna, Újvidék |

| Jegyzőkönyv | Jegyzőkönyv | Jegyzőkönyv | Jegyzőkönyv | Jegyzőkönyv |
| ----------- | ----------- | ----------- | ----------- | ----------- |
|             |             |             |             |             |
|             |             |             |             |             |
|             |             |             |             |             |
|             |             |             |             |             |

| 2009. április 11. 20:30 | Izland | 1–6 (0–3, 1–1, 0–2) | Szerbia | Novi Sad Aréna, Újvidék |

| Jegyzőkönyv | Jegyzőkönyv | Jegyzőkönyv | Jegyzőkönyv | Jegyzőkönyv |
| ----------- | ----------- | ----------- | ----------- | ----------- |
|             |             |             |             |             |
|             |             |             |             |             |
|             |             |             |             |             |
|             |             |             |             |             |

| 2009. április 13. 13:30 | Észtország | 16–3 (2–0, 9–1, 5–2) | Kína | Novi Sad Aréna, Újvidék |

| Jegyzőkönyv | Jegyzőkönyv | Jegyzőkönyv | Jegyzőkönyv | Jegyzőkönyv |
| ----------- | ----------- | ----------- | ----------- | ----------- |
|             |             |             |             |             |
|             |             |             |             |             |
|             |             |             |             |             |
|             |             |             |             |             |

| 2009. április 13. 17:00 | Izrael | 3–4 (0–2, 1–1, 2–1) | Izland | Novi Sad Aréna, Újvidék |

| Jegyzőkönyv | Jegyzőkönyv | Jegyzőkönyv | Jegyzőkönyv | Jegyzőkönyv |
| ----------- | ----------- | ----------- | ----------- | ----------- |
|             |             |             |             |             |
|             |             |             |             |             |
|             |             |             |             |             |
|             |             |             |             |             |

| 2009. április 13. 20:30 | Szerbia | 12–2 (8–0, 2–2, 2–0) | Észak-Korea | Novi Sad Aréna, Újvidék |

| Jegyzőkönyv | Jegyzőkönyv | Jegyzőkönyv | Jegyzőkönyv | Jegyzőkönyv |
| ----------- | ----------- | ----------- | ----------- | ----------- |
|             |             |             |             |             |
|             |             |             |             |             |
|             |             |             |             |             |
|             |             |             |             |             |

### B csoport
| Nemzet                  | M | Gy | HGy | HV | V | G+ | G- | Gk  | P  |
| ----------------------- | - | -- | --- | -- | - | -- | -- | --- | -- |
| Dél-Korea               | 5 | 5  | 0   | 0  | 0 | 48 | 10 | +38 | 15 |
| Belgium                 | 5 | 4  | 0   | 0  | 1 | 31 | 21 | +10 | 12 |
| Spanyolország           | 5 | 3  | 0   | 0  | 2 | 28 | 15 | +13 | 9  |
| Bulgária                | 5 | 2  | 0   | 0  | 3 | 30 | 33 | −3  | 6  |
| Mexikó                  | 5 | 1  | 0   | 0  | 4 | 11 | 33 | −22 | 3  |
| Dél-afrikai Köztársaság | 5 | 0  | 0   | 0  | 5 | 8  | 54 | –46 | 0  |

| 2009. április 6. 12:00 | Spanyolország | 4–6 (0–2, 1–1, 3–3) | Dél-Korea | Téli Sportpalota, Szófia |

| Jegyzőkönyv | Jegyzőkönyv | Jegyzőkönyv | Jegyzőkönyv | Jegyzőkönyv |
| ----------- | ----------- | ----------- | ----------- | ----------- |
|             |             |             |             |             |
|             |             |             |             |             |
|             |             |             |             |             |
|             |             |             |             |             |

| 2009. április 6. 15:30 | Dél-afrikai Köztársaság | 2–4 (0–2, 1–0, 1–2) | Mexikó | Téli Sportpalota, Szófia |

| Jegyzőkönyv | Jegyzőkönyv | Jegyzőkönyv | Jegyzőkönyv | Jegyzőkönyv |
| ----------- | ----------- | ----------- | ----------- | ----------- |
|             |             |             |             |             |
|             |             |             |             |             |
|             |             |             |             |             |
|             |             |             |             |             |

| 2009. április 6. 19:00 | Belgium | 6–3 (3–2, 3–1, 0–0) | Bulgária | Téli Sportpalota, Szófia |

| Jegyzőkönyv | Jegyzőkönyv | Jegyzőkönyv | Jegyzőkönyv | Jegyzőkönyv |
| ----------- | ----------- | ----------- | ----------- | ----------- |
|             |             |             |             |             |
|             |             |             |             |             |
|             |             |             |             |             |
|             |             |             |             |             |

| 2009. április 7. 12:00 | Dél-Korea | 8–2 (1–0, 2–0, 5–2) | Mexikó | Téli Sportpalota, Szófia |

| Jegyzőkönyv | Jegyzőkönyv | Jegyzőkönyv | Jegyzőkönyv | Jegyzőkönyv |
| ----------- | ----------- | ----------- | ----------- | ----------- |
|             |             |             |             |             |
|             |             |             |             |             |
|             |             |             |             |             |
|             |             |             |             |             |

| 2009. április 7. 15:30 | Belgium | 3–1 (1–0, 2–0, 0–1) | Spanyolország | Téli Sportpalota, Szófia |

| Jegyzőkönyv | Jegyzőkönyv | Jegyzőkönyv | Jegyzőkönyv | Jegyzőkönyv |
| ----------- | ----------- | ----------- | ----------- | ----------- |
|             |             |             |             |             |
|             |             |             |             |             |
|             |             |             |             |             |
|             |             |             |             |             |

| 2009. április 7. 19:00 | Bulgária | 12–3 (2–0, 4–3, 6–0) | Dél-afrikai Köztársaság | Téli Sportpalota, Szófia |

| Jegyzőkönyv | Jegyzőkönyv | Jegyzőkönyv | Jegyzőkönyv | Jegyzőkönyv |
| ----------- | ----------- | ----------- | ----------- | ----------- |
|             |             |             |             |             |
|             |             |             |             |             |
|             |             |             |             |             |
|             |             |             |             |             |

| 2009. április 9. 12:00 | Belgium | 11–1 (5–0, 2–1, 4–0) | Dél-afrikai Köztársaság | Téli Sportpalota, Szófia |

| Jegyzőkönyv | Jegyzőkönyv | Jegyzőkönyv | Jegyzőkönyv | Jegyzőkönyv |
| ----------- | ----------- | ----------- | ----------- | ----------- |
|             |             |             |             |             |
|             |             |             |             |             |
|             |             |             |             |             |
|             |             |             |             |             |

| 2009. április 9. 15:30 | Spanyolország | 4–1 (2–0, 1–0, 1–1) | Mexikó | Téli Sportpalota, Szófia |

| Jegyzőkönyv | Jegyzőkönyv | Jegyzőkönyv | Jegyzőkönyv | Jegyzőkönyv |
| ----------- | ----------- | ----------- | ----------- | ----------- |
|             |             |             |             |             |
|             |             |             |             |             |
|             |             |             |             |             |
|             |             |             |             |             |

| 2009. április 9. 19:00 | Dél-Korea | 14–2 (3–1, 4–0, 7–1) | Bulgária | Téli Sportpalota, Szófia |

| Jegyzőkönyv | Jegyzőkönyv | Jegyzőkönyv | Jegyzőkönyv | Jegyzőkönyv |
| ----------- | ----------- | ----------- | ----------- | ----------- |
|             |             |             |             |             |
|             |             |             |             |             |
|             |             |             |             |             |
|             |             |             |             |             |

| 2009. április 10. 12:00 | Mexikó | 1–9 (0–2, 1–5, 0–2) | Belgium | Téli Sportpalota, Szófia |

| Jegyzőkönyv | Jegyzőkönyv | Jegyzőkönyv | Jegyzőkönyv | Jegyzőkönyv |
| ----------- | ----------- | ----------- | ----------- | ----------- |
|             |             |             |             |             |
|             |             |             |             |             |
|             |             |             |             |             |
|             |             |             |             |             |

| 2009. április 10. 15:30 | Dél-afrikai Köztársaság | 0–15 (0–7, 0–4, 0–4) | Dél-Korea | Téli Sportpalota, Szófia |

| Jegyzőkönyv | Jegyzőkönyv | Jegyzőkönyv | Jegyzőkönyv | Jegyzőkönyv |
| ----------- | ----------- | ----------- | ----------- | ----------- |
|             |             |             |             |             |
|             |             |             |             |             |
|             |             |             |             |             |
|             |             |             |             |             |

| 2009. április 10. 19:00 | Bulgária | 3–7 (1–1, 1–2, 1–4) | Spanyolország | Téli Sportpalota, Szófia |

| Jegyzőkönyv | Jegyzőkönyv | Jegyzőkönyv | Jegyzőkönyv | Jegyzőkönyv |
| ----------- | ----------- | ----------- | ----------- | ----------- |
|             |             |             |             |             |
|             |             |             |             |             |
|             |             |             |             |             |
|             |             |             |             |             |

| 2009. április 12. 12:00 | Spanyolország | 12–2 (4–1, 3–0, 5–1) | Dél-afrikai Köztársaság | Téli Sportpalota, Szófia |

| Jegyzőkönyv | Jegyzőkönyv | Jegyzőkönyv | Jegyzőkönyv | Jegyzőkönyv |
| ----------- | ----------- | ----------- | ----------- | ----------- |
|             |             |             |             |             |
|             |             |             |             |             |
|             |             |             |             |             |
|             |             |             |             |             |

| 2009. április 12. 15:30 | Dél-Korea | 5–2 (2–1, 1–0, 2–1) | Belgium | Téli Sportpalota, Szófia |

| Jegyzőkönyv | Jegyzőkönyv | Jegyzőkönyv | Jegyzőkönyv | Jegyzőkönyv |
| ----------- | ----------- | ----------- | ----------- | ----------- |
|             |             |             |             |             |
|             |             |             |             |             |
|             |             |             |             |             |
|             |             |             |             |             |

| 2009. április 12. 19:00 | Mexikó | 3–10 (1–1, 0–3, 2–6) | Bulgária | Téli Sportpalota, Szófia |

| Jegyzőkönyv | Jegyzőkönyv | Jegyzőkönyv | Jegyzőkönyv | Jegyzőkönyv |
| ----------- | ----------- | ----------- | ----------- | ----------- |
|             |             |             |             |             |
|             |             |             |             |             |
|             |             |             |             |             |
|             |             |             |             |             |